# Stertinius dentichelis
Stertinius dentichelis är en spindelart som beskrevs av Simon 1890. Stertinius dentichelis ingår i släktet Stertinius och familjen hoppspindlar. Inga underarter finns listade i Catalogue of Life.